# Ґварек (Тарновські Гури)
Спортивне товариство «Ґварек» Тарновські Гури (пол. Towarzystwo Sportowe Gwarek Tarnowskie Góry) — польський футбольний клуб з Тарновських Гур, заснований у 1953 році. Виступає у Третій лізі. Домашні матчі приймає на Міському стадіоні, місткістю 1 000 глядачів.